# PZL Bielsko SZD-30
Bei der PZL Bielsko SZD-30 „Pirat“ handelt es sich um ein einsitziges Mehrzwecksegelflugzeug, das vorwiegend zur Schulung von Piloten nach dem Abschluss der Ausbildung auf einem zweisitzigen Schulsegelflugzeug eingesetzt wird. Der Schulterdecker ist aus Holzwerkstoffen hergestellt. Die Pirat ist eines der wenigen Segelflugzeugtypen mit dreiteiliger Tragfläche und für alle Arten des Segelfluges einschließlich einfachem Kunstflug geeignet.

## Geschichte
Der Erstflug fand am 19. Mai 1966 mit Adam Zientek statt. Konstrukteur war Jerzy Smielkiewicz. Es wurden folgende Versionen hergestellt:
- SZD-30 – erste Serienversion mit kleinem Seitenruder und nach rechts aufklappender Kabinenhaube, welche zum Notabwurf nach der Entriegelung ca. 3 cm nach vorn geschoben werden musste.
- SZD-30C – dritte Serienversion mit neugestalteter Kabine und verbesserten Steuereigenschaften, überarbeitet und modernisiert ab 1978. Die auffälligste Änderung der C-Version war die neue und nach vorne aufschiebbare Kabinenhaube.

Schon vorher wurde das Seitenruder der Grundversion im unteren Bereich signifikant verlängert. Flugzeuge der Ursprungsversion wurden während der Grundüberholung beim Hersteller auf Wunsch mit dem größeren Seitenruder ausgestattet. Die Pirat war das Standard-Schulflugzeug der GST in den 1980er-Jahren. Beide ursprünglich an die Flugsportgruppe von Carl-Zeiss-Jena gelieferten und von der GST betriebenen C-„Piraten“ (Werknummern P-808 und P-809) existieren nicht mehr, es ist in der BRD kein C-Pirat mehr zugelassen.
Das Flugzeug wurde in 24 Länder exportiert, z. B. Argentinien, Australien, Ägypten, DDR, Nordkorea, Neuseeland, USA, Sowjetunion und Venezuela. Die GST der DDR flog die „Pirat“ beider Versionen ab 1967 in einer Stückzahl von 217.
Der Pirat ist ein anspruchsloses gutmütiges Schulflugzeug aus Holz, auf welchem bei der GST in den 1980er Jahren die Piloten ihre ersten Flüge auf Einsitzern machten und erfahrene Piloten weitere Flugerfahrung sammeln konnten. Die Flugleistungen sind für diesen Verwendungszweck ausreichend. Die Ruder zeigen eine gute Abstimmung, jedoch muss bei den ersten Flügen auf die gegenüber den schwerfälligen Schuldoppelsitzern hohe Empfindlichkeit insbesondere des Höhenruders geachtet werden. Der Wechsel aus 45° Schräglage in eine entgegengesetzte 45° Schräglage dauert etwa 3,5 Sekunden.

## Konstruktion
Das Flugzeug ist eine komplette Holzkonstruktion. Das dreiteilige Tragwerk besteht aus einem zentralen Mittelteil und je Seite aus einem demontierbaren und mit größerer V-Stellung versehenen Außenflügel. Der Innenflügel hat keine Holme, sondern eine verstärkte, tragende Außenschale. Die Querruder und die „Bremsklappen“ (eigentlich sind es Störplatten) werden über Gestänge bewegt, Höhen-, Seiten- und Trimmruder über Seilzüge. Alle Ruder und der hintere Teil der Tragflächen sind mit Stoff bespannt. Das starre und ungefederte Fahrwerk ist gebremst. Der Hebel für die schlecht wirkende Radbremse befindet sich am Steuerknüppel. Er drückt von oben über einen Bowdenzug mit einem Blech auf das Rad. Der Sitz ist verstellbar. Die Seitenruderpedale können auch im Flug verstellt werden (brauner Seilzug). Der Sitz verfügt über eine eingebaute „Bordtoilette“. Hinter dem Sitz befinden sich Stauräume. Im unteren Stauraum befindet sich die meist demontierte Sauerstoffflasche für Höhenflüge und die Batterie für das ursprünglich nicht serienmäßige Funkgerät. Die Belüftung ist sehr wirkungsvoll. Neben dem aufschiebbaren Seitenfenster gibt es eine Frischluftzufuhr, die über dem Armaturenbrett eine sich noch unter der ursprünglichen Haube befindliche Klappe nach oben öffnet, aus der die Fahrtluft dem Piloten direkt ins Gesicht strömt.
Das Flugzeug ist für den einfachen Kunstflug geeignet und für die Figuren Looping, Turn, Auf- und Abschwung zugelassen. Ein Trudeln kann nach einer halben Umdrehung ausgeleitet werden. Inzwischen haben die meisten Holzflugzeuge von SZD keine Kunstflugzulassung mehr.

## Technische Daten
| Kenngröße              | SZD-30               | SZD-30 C             |
| ---------------------- | -------------------- | -------------------- |
| Baujahre               | 1966–1978            | 1978–?               |
| Hersteller             | PZL Bielsko          | WSK-Świdnik          |
| Konstrukteur(e)        | Jerzy Smielkiewicz   | Jerzy Smielkiewicz   |
| Besatzung              | 1                    | 1                    |
| Spannweite             | 15,00 m              | 15,00 m              |
| Länge                  | 6,86 m               | 6,95 m               |
| Höhe                   | 1,67 m               | 1,67 m               |
| Flügelfläche           | 13,80 m²             | 13,80 m²             |
| Streckung              | 16,3                 | 16,3                 |
| Mittelflügelprofil     | FX 61-168            |                      |
| Außenflügelprofil      | FX 60-1261           |                      |
| Gleitzahl              | 31,2 bei 83 km/h     | 31,2 bei 83 km/h     |
| Geringstes Sinken      | 0,70 m/s bei 75 km/h | 0,60 m/s bei 73 km/h |
| Zuladung               | ~100 kg              | ~100 kg              |
| Mindestzuladung        | 65 kg                |                      |
| max. Startmasse        | 370 kg               | 370 kg               |
| Höchstgeschwindigkeit  | 195 km/h             | 195 km/h             |
| Mindestgeschwindigkeit | 60 km/h              |                      |
| Lastvielfaches         | +4,0/−1,5 g          | +5,3/−2,65 g         |